# Livet
Livet település Franciaországban, Mayenne megyében. Lakosainak száma 187 fő (2022. január 1.). Livet La Chapelle-Rainsouin, Saint-Léger és Évron községekkel határos.

## Népesség
A település népességének változása:
| Lakosok száma | 169  | 131  | 111  | 124  | 147  | 147  | 158  | 172  | 179  | 187  |
|               | 1968 | 1982 | 1990 | 2006 | 2013 | 2015 | 2017 | 2019 | 2020 | 2022 |